# Débélin
Débélin est une localité et une commune rurale du Mali de l'arrondissement de Sanso, dans le cercle de Koumantou et la région de Bougouni.

## Villages
La commune s'étend sur 9 localités relevées lors du recensement général de 2009. 
Les villages les plus peuplés sont :
- Sounsounkoro 2 (1 736 habitants) ;
- Dialakoro (1 272 habitants) ;
- Débélin (1 179 habitants).

## Lien
- Plan de sécurité alimentaire - Commune rurale de Debelin - 2006-2010, Reliefweb.